# Almiro Bergamo
Almiro Giuseppe Bergamo (* 20. Oktober 1912 in Cavallino-Treporti; † 4. Juli 1994 ebenda) war ein italienischer Ruderer.

## Biografie
Almiro Bergamo nahm an den Olympischen Sommerspielen 1936 in Berlin teil. Im Zweier mit Steuermann gewann er zusammen mit Guido Santin und Luciano Negrini die Silbermedaille. Zudem wurde Bergamo in der gleichen Bootsklasse 1935 und 1938 Europameister und gewann 1937 Silber.